# 아레이오스 파고스

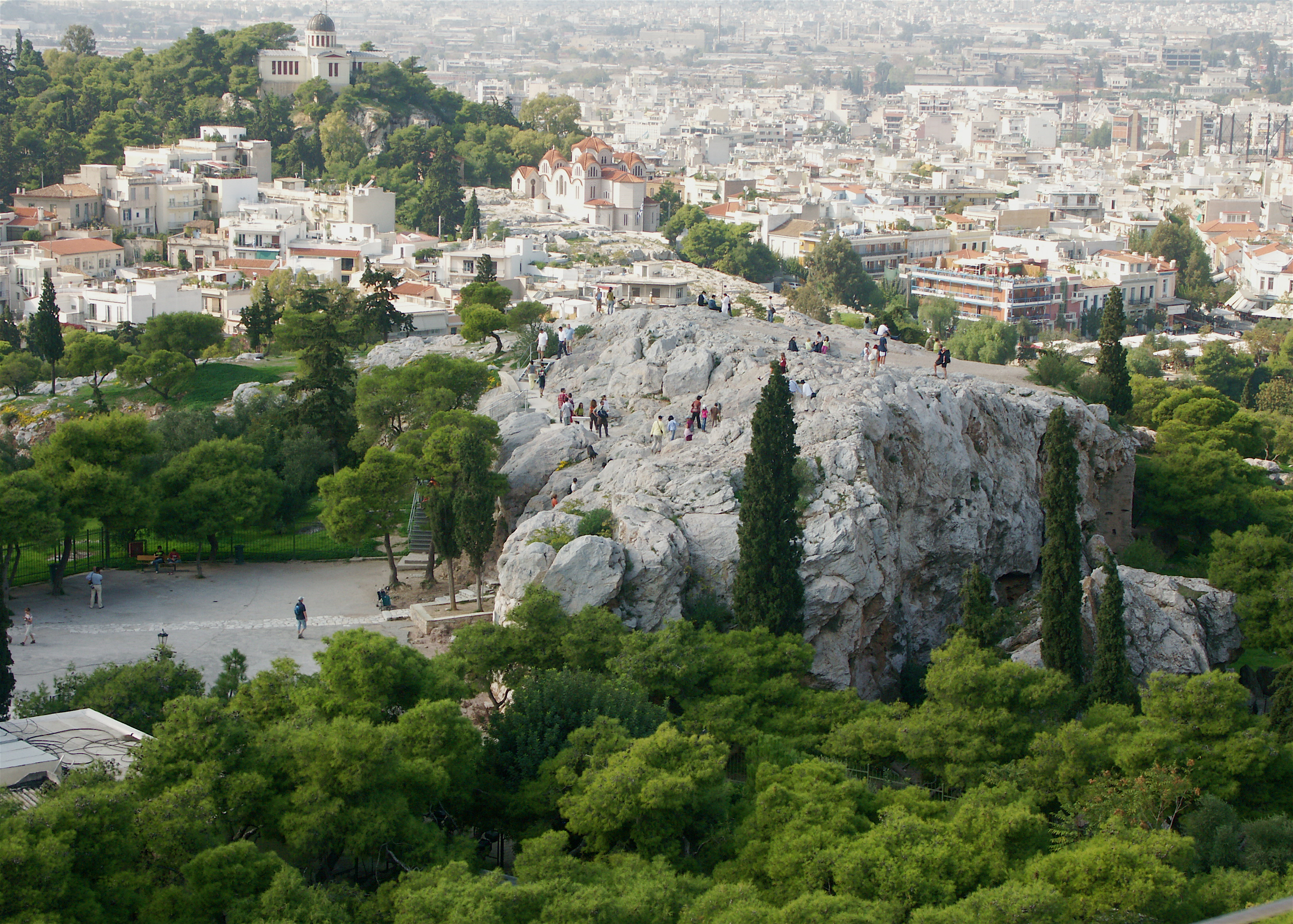
아크로폴리스에서 바라본 아레오바고 언덕

아레오파고스(그리스어: Άρειος Πάγος)는 고대 아테네의 정치 기구이다. 아레이오스 파고스(고대 그리스어: Ἄρειος Πάγος)라는 말은 ‘아레스 신의 바위’라는 의미이다. 고대 로마의 원로원과 같은 역할을 했으며, 의도적 살인에 대한 재판 법정으로서의 기능도 했다. 아레스는 이곳에서 포세이돈의 아들인 핼리로티오스를 살해한 혐의로 신들에게 재판을 받았다고 전해진다.

## 개요
아레스 신에게는 알키페(Alkippe)라는 딸이 하나 있었다. 그런데 포세이돈의 아들인 핼리로티오스(Halirrothios)가 아스클레피오스의 샘 근처에서 알키페를 납치하려 했다. 아레스는 자신의 딸을 납치하려 했던 핼리로티오스를 살해했다. 포세이돈은 아들을 살해한 아레스를 신들의 법정에 고발했다. 이에 신들은 후에 '아레스의 언덕'이라 불리는 아레오파고스(Areopagos, 또는 아레이오스 파고스)에 모였다고 한다.
아레오파고스는 아테네에서 가장 오래되고 유서 깊은 법정이었다. 여기서 살인이나 살인할 의도로 입힌 상해, 방화, 독살 등과 관련된 재판이 이루어졌다. 살인을 저지른 경우에는 대부분은 사형이 언도되고 상해를 입힌 경우에는 재산 몰수나 유배가 선고되었다. 또한 아레오파고스에서 아테네의 중요한 정치제도들 중의 하나인 아레오파고스회가 유래되었다. 아테네는 임기 1년의 아르콘(행정관)들에 의해 통치되었다.
아테네의 아크로폴리스 서북면의 산 중턱에 있는 작은 언덕으로 ‘아레스 신의 언덕’이다. 여기에 귀족들의 회의장(평의소)이 있었기 때문에 (아카데메이아와 리케이온 등과 같이) 아레이오스 파고스는 이 위치를 가리키는 동시에 그 기구를 의미하는 단어가 되었다.
이 기구의 의원은 최고직인 아르콘직 경험자 중에서 선출되었고, 그 지위는 종신이었다. 귀족에 의해 독점되고 있었기 때문에 민주정 수립을 위한 큰 방해가 되고 있었다. 이런 가운데 기원전 462년에 에피알테스와 페리클레스가 결탁하여 정변을 일으켜 아레이오스 파고스의 많은 권한이 박탈되었다. 이에 따라 정치에 많은 권한이 민회에 맡겨지게 되었고, 민주정이 확립되었다.